# Pristimantis corniger
Pristimantis corniger es una especie de anfibio anuro de la familia Craugastoridae.

## Distribución
Esta especie es endémica de la Cordillera Oriental en Colombia. Habita en los departamentos de Huila y Caquetá por encima de los 2000 m de altitud.

## Descripción
Los machos miden de 22.1 a 28.1 mm y las hembras de 29.4 a 38.1 mm.

## Publicación original
- Lynch & Suárez-Mayorga, 2003 : Two additional new species of Eleutherodactylus (Leptodactylidae) from southwestern Colombia. Revista de la Academia Colombiana de Ciencias Exactas Físicas y Naturales, vol. 27, n.º 105, p. 607-612[5]